# Цзінерху
Цзінерху (кит. 京二胡, піньїнь: jīngèrhú) — китайський струнний музичний інструмент, що використовується як акомпанемент у Пекінській опері; створений на основі ерху.

## Історія
Створено музикантом Ван Шаоціном спеціально для пекінської опери у 1924 році. Вперше використаний в опері «Красуня Сі Ши» (кит.: 西施西施) за участю Мей Ланьфана.

## Опис
Відрізняється від ерху меншим розміром деки, також має інший тембр. Корпус шестикутної форми робиться з палісандра, сандалу або деяких інших порід червоного дерева; дека обтягується, на відміну від ерху, спеціальною чорною зміїною шкірою з великими лусочками, що забезпечує особливе звучання. У цілому ж, по будові і методу виготовлення, майже не відрізняється від ерху. Смичок для цзінерху виготовляється з кінського волосу.
Нарівні з цзінху і юецинем називається одним з трьох ключових музичних інструментів у Пекінській опері. Також в оркестрі пекінської опери можуть бути з струнних інструментів піпа і саньсянь. При цьому цзінерху у пекінській опері використовується тільки як акомпанемент для ролей амплуа дань і молодий Шен.